# Pergine Valsugana
Pergine Valsugana – miejscowość i gmina we Włoszech, w regionie Trydent-Górna Adyga, w prowincji Trydent.
Według danych na rok 2009 gminę zamieszkiwało 20 122 osób, 372 os./km².

## Współpraca
- Amstetten, Austria
- Pergine Valdarno, Włochy